# Burg Everstein
Die Burg Everstein ist die Ruine einer zweiteiligen Höhenburg im Weserbergland, die sich auf den Erhebungen Großer und Kleiner Everstein im Höhenzug Burgberg im Landkreis Holzminden, Niedersachsen (Deutschland) befindet.

## Geographie
Die Reste der „Burg Everstein auf dem Burgberg“ befinden sich knapp 10 km ostsüdöstlich von Polle im Höhenzug Burgberg, der sich östlich der Weser direkt nördlich von Bevern erstreckt. Die Burganlage bestand aus zwei Teilen, die auf den zwischen Arholzen, Bevern-Lobach und Negenborn gelegenen Bergen Großer- und Kleiner Everstein (345,2 und 305,1 m ü. NN) errichtet wurden. Der Kleine Everstein liegt 500 m nordnordöstlich des Großen Everstein.

## Geschichte
Die Anlage der „Burg Everstein auf dem Burgberg“ wird 1226 erstmals ausdrücklich erwähnt. Der Kleine Everstein ist nach den Aussagen der Funde aber wahrscheinlich schon um 1100 als ursprünglicher Stammsitz der Grafen von Everstein errichtet, der Große Everstein scheint erst um 1170 dazugekommen zu sein. Eine urkundliche Erwähnung des castrum Everstein maius 1265 zeigt, dass zu dieser Zeit sowohl die Erhebung des Großen als auch des Kleinen Eversteins jeweils mit Burgen bebaut waren. Die Burg war ebenso wie die Homburg vom Kloster Amelungsborn aus sichtbar. Beide Everstein gingen nach einer erfolgreichen Belagerung 1284 in den Besitz des Herzogs Heinrich I. von Braunschweig-Grubenhagen über. Der Große Everstein wurde zu einem Amtssitz umgebaut, während der Kleine Everstein nach Aussage des dortigen Fundspektrums aufgegeben wurde. 1443 wurde ein Herr von Rauschenplatt vom Braunschweiger Herzog auf dem Großen Everstein belagert und dabei die Burg zum großen Teil zerstört. In der Folgezeit bildete sie die Basis für Raubzüge hussitischer Söldner, die von den Welfen angeworben worden waren. Aus diesem Grund erhielt das Kloster Amelungsborn 1493 die Einwilligung des Herzogs Wilhelm für den Abbruch der Burg. Der Amtssitz wurde an die Weser auf das neu gegründete Gut Forst verlagert.

## Beschreibung
Sowohl der Große als auch der Kleine Everstein wurden auf künstlich eingeebneten Bergkuppen errichtet und waren zusätzlich zu den Burgmauern durch Wall und Graben am steilen Burghang befestigt.
Die Burg Kleiner Everstein nimmt ein künstlich planiertes, ca. 60 m langes und 30 m breites Plateau ein. Am Hang umläuft die Burg ein 2 bis 5 m hoch erhaltener Wall mit einer Basisbreite von 15 bis 20 m und einer Kronenbreite von 2 m. Ihm ist außer im Süden ein aus dem Fels geschlagener Graben vorgelagert. Am Nordende der Innenfläche befindet sich eine hügelartige Erhöhung mit Eintiefungen, die vermutlich von Kellern stammen. Am Südende wurden auf einer ähnlichen Erhöhung Mauerreste eines Turmes mit polygonaler Innenschale aufgedeckt. Der Turm ist aus vermörtelten Muschelkalkquadern mit einer Wandstärke von mind. 0,83 m errichtet worden.
Die Burg Großer Everstein liegt auf dem fast dreieckigen, künstlich planierten Südostplateau des Burgberges. Die Vorburg ist durch einen Graben von der Hauptburg getrennt. Im Westen wird der über einen Geländerücken erfolgende Zugang zur Burg durch einen künstlichen Felseinschnitt gesperrt. Unterhalb des Burgplateaus verläuft ein max. 4 m hoher Wall mit einer Basisbreite von max. 15 m und einer Breite der Wallkrone von max. 3 m. Von der Innenbebauung ist 1966 der 6,5 × 12,5 m große Palas im Südwesten ergraben worden, der mit dem Torturm im Nordwesten durch eine Wehrmauer verbunden ist. Im Nordosten sind noch Fundamente von der Umfassungsmauer erhalten. Fundstücke der Ausgrabung waren Sporen, Armbrustbolzen und Messer. Heute steht im Burginnenraum das Fundament eines Fernsehumsetzers.
Eine fast quadratische Wallanlage am Südosthang des Großen Everstein mit planierten und eingetieften Flächen im Inneren könnte auf den Versuch hindeuten, dort im 13. Jahrhundert eine befestigte Burgsiedlung zu errichten. Darauf deuten auch Airborne-Laserscanning-Untersuchungen hin.

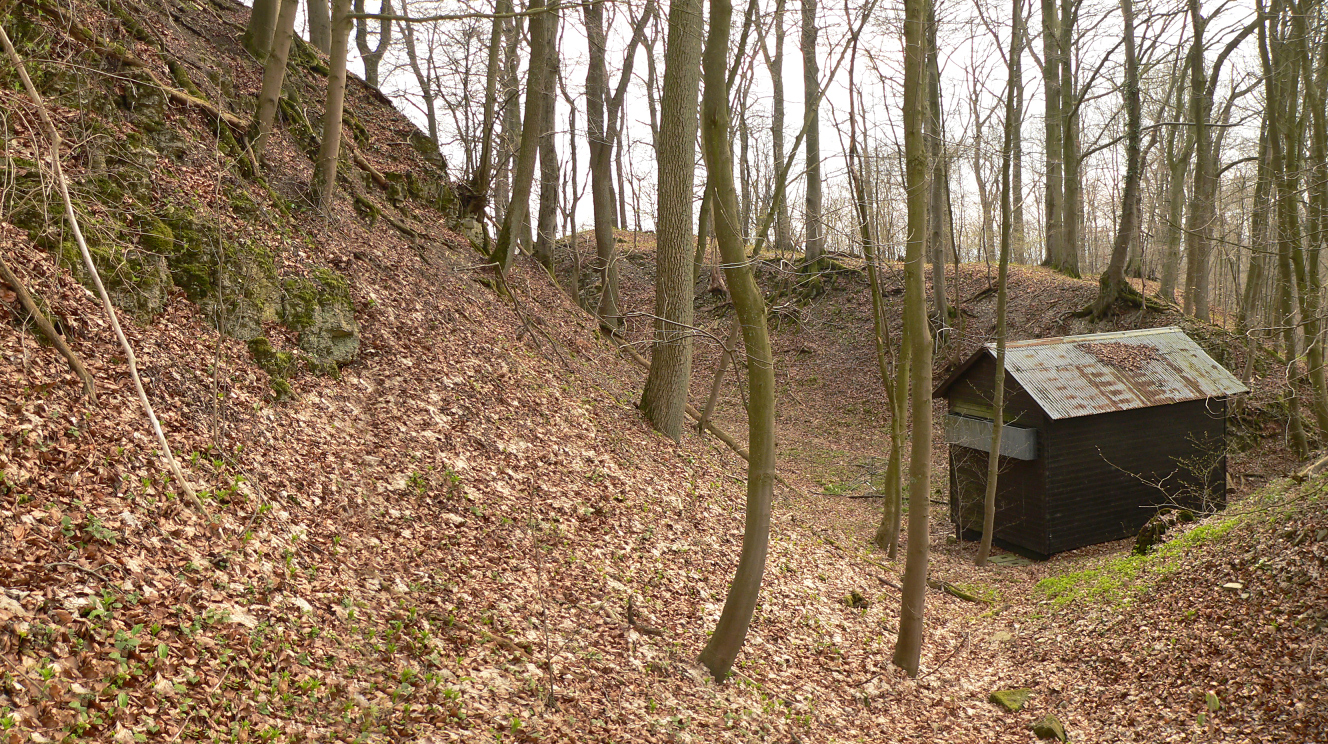
Burggraben auf dem Großen Everstein
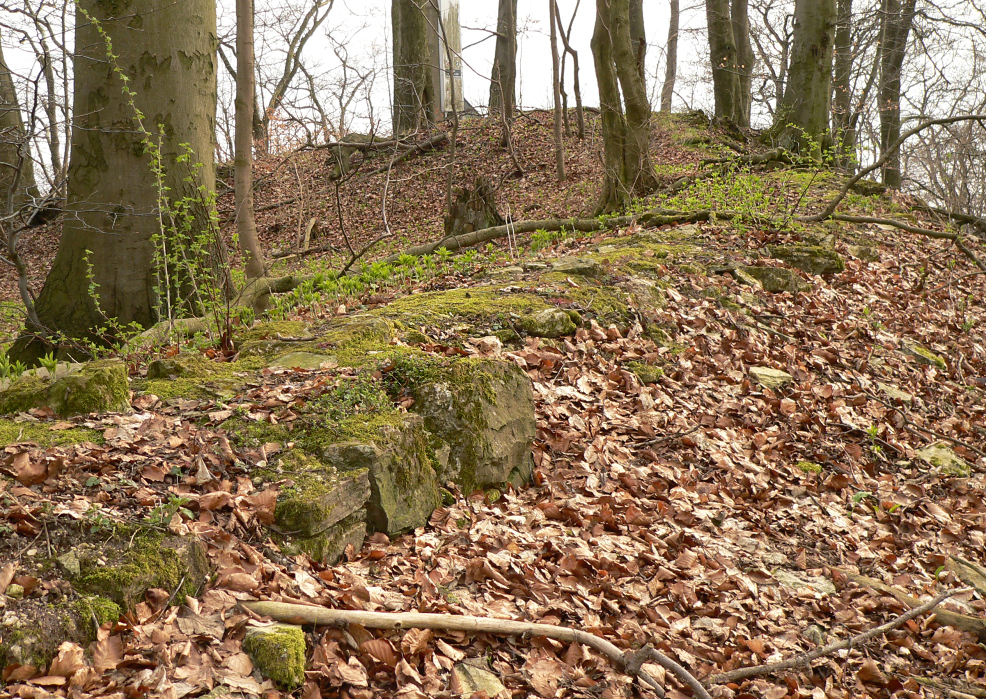
Mauerreste der Burg auf der Kuppe des Großen Everstein
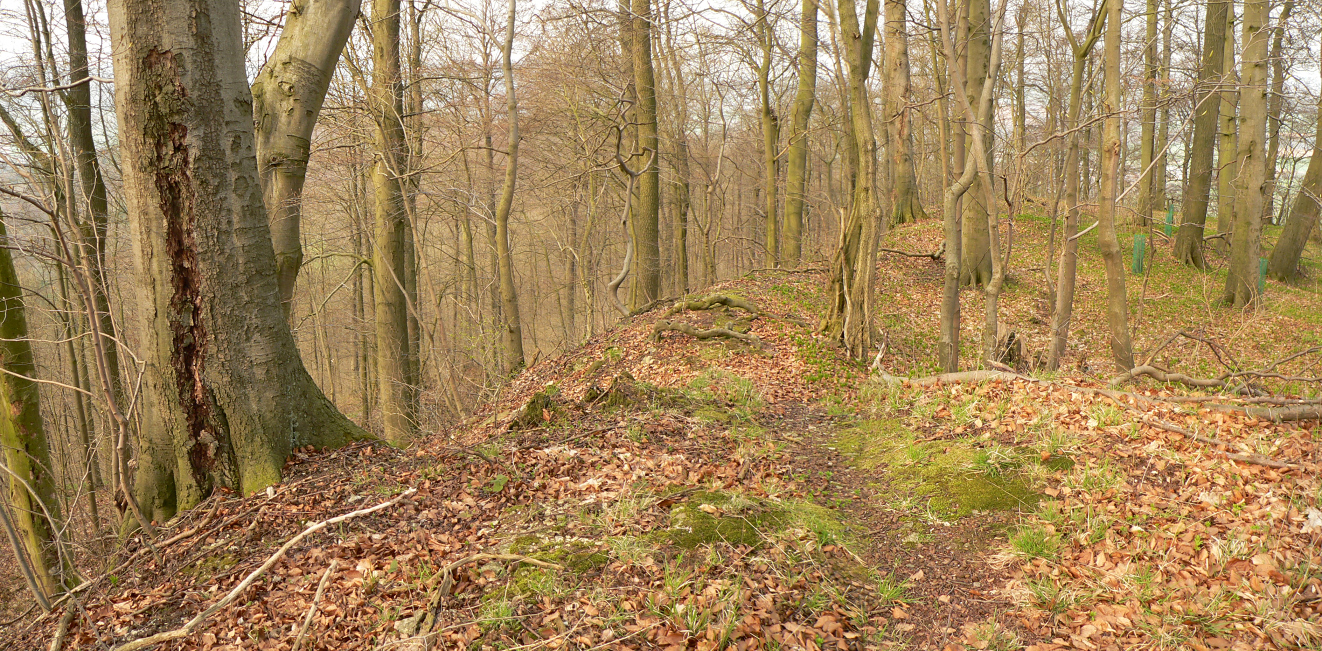
Randbereich der Kuppe des Großen Everstein
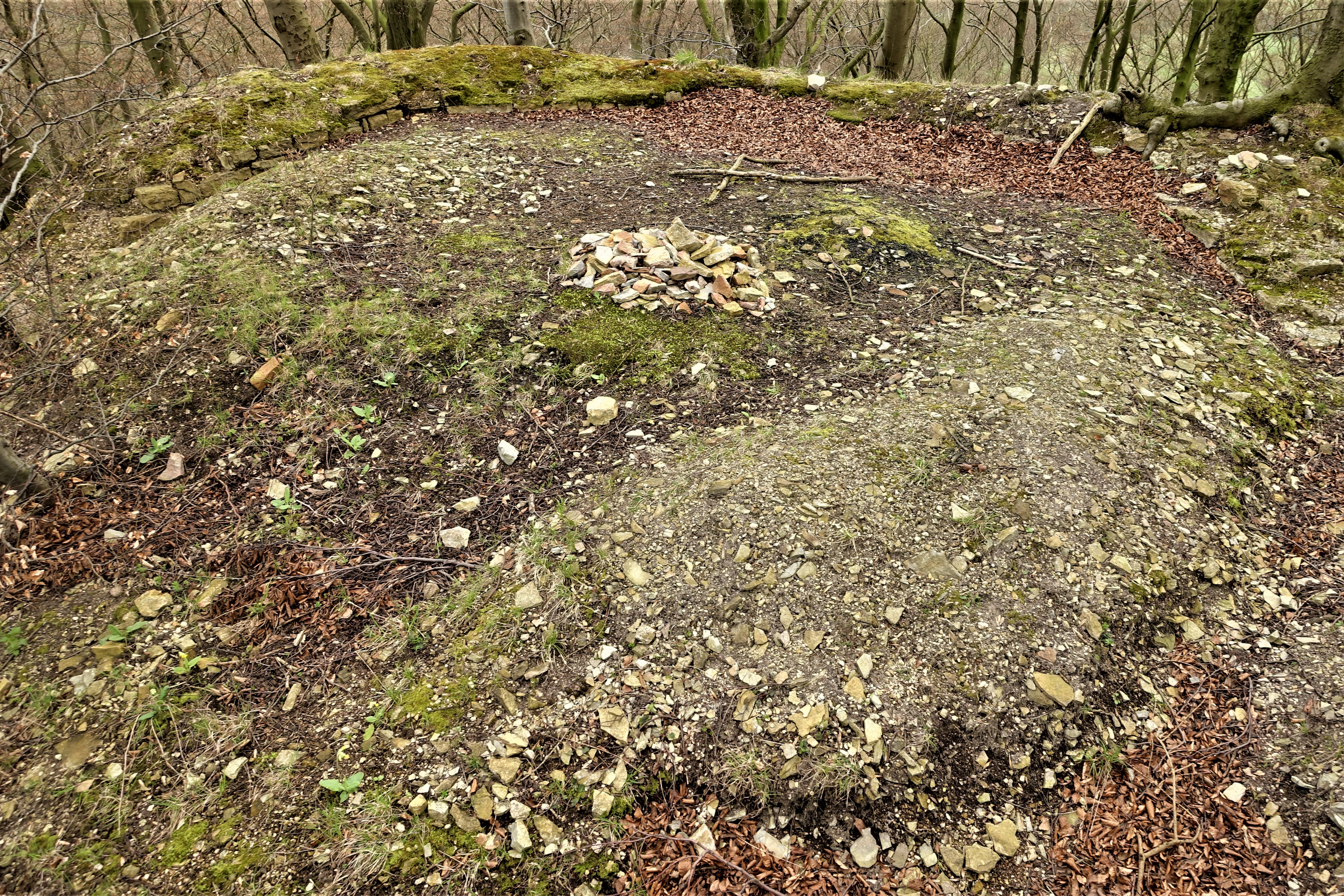
Das Turmfundament im Süden des Kleinen Everstein
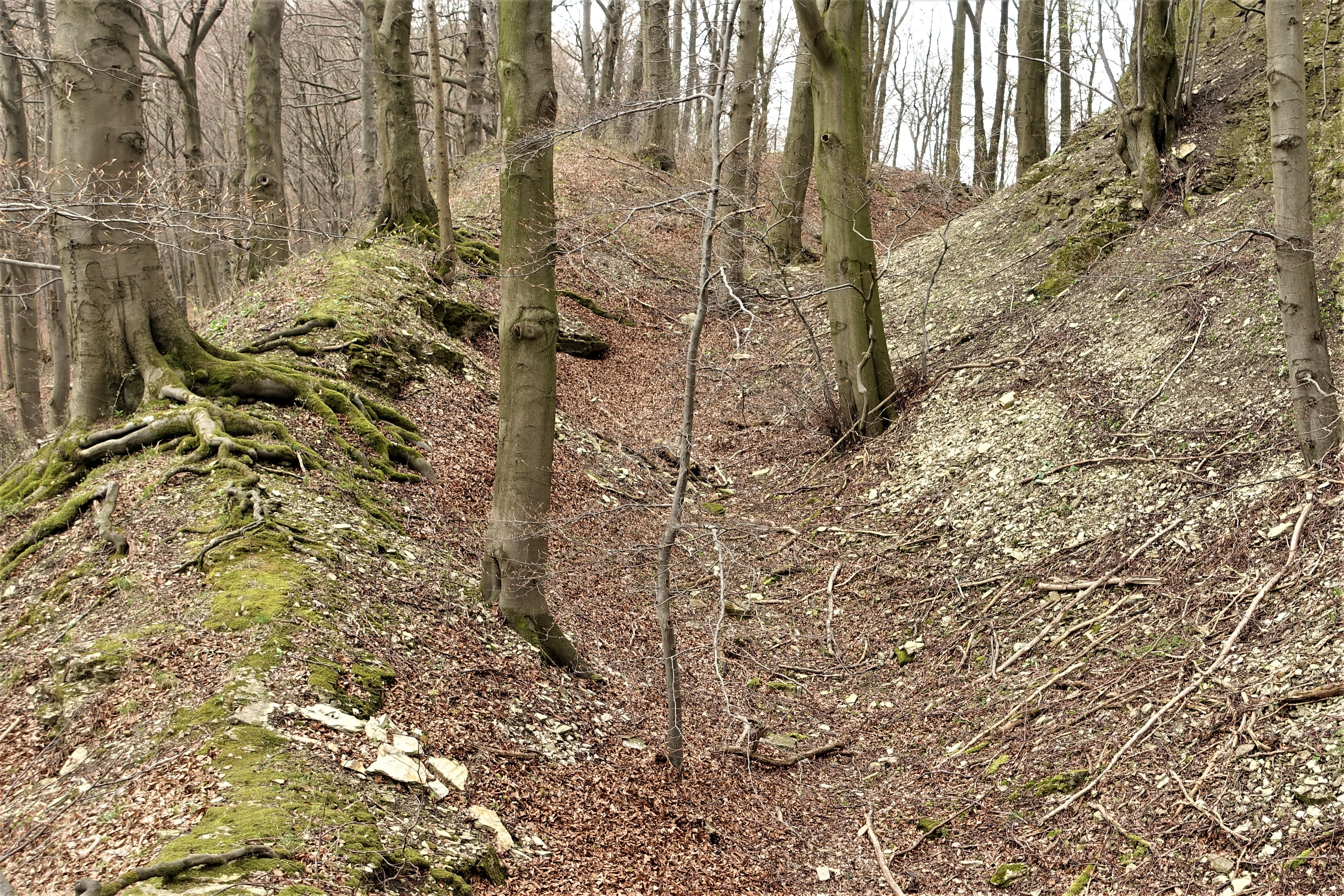
Graben und Vorwall im Westen des Kleinen Everstein